# Mancipium Mariae

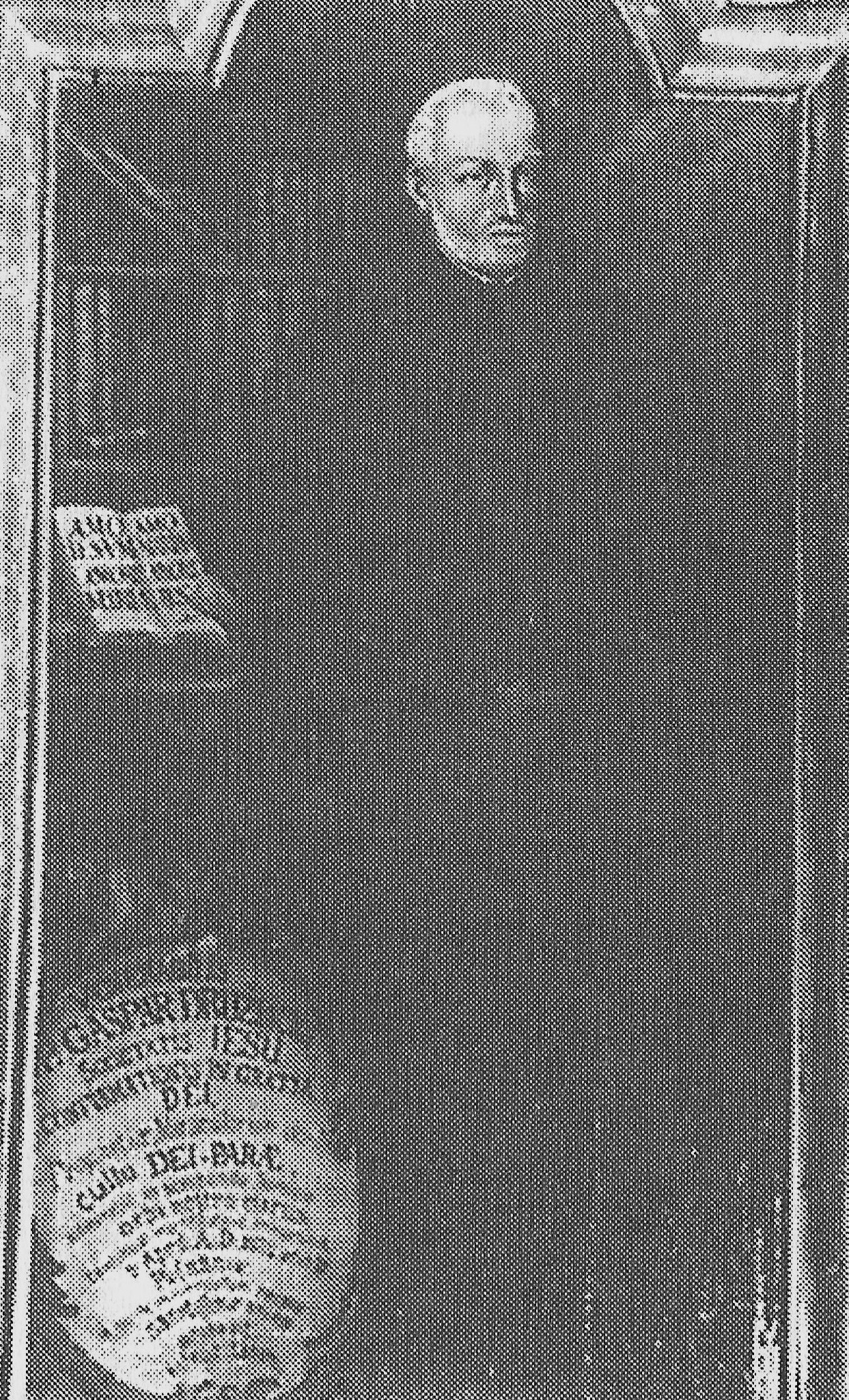
Portret Kaspra Drużbickiego w poznańskiej farze z łacińską dewizą: Kocham Jezusa miłością Maryi; kocham Maryję miłością Jezusa

Mancipium Mariae (niewolnik Maryi) – katolicka forma pobożności.

## Charakterystyka
Jej zasady, nawiązujące do dawniejszych tradycji, zostały sformułowane z inspiracji jezuity Kaspra Drużbickiego w dziełach:
- Franciscus Phoenicius (Franciszek Stanisław Fenicki), Mariae mancipium, Lublin 1632
- Jan Chomentowski (Chomętowski), Pętko Panny Maryjej albo sposób oddawania się Błogosławionej Pannie Marii za sługę i niewolnika, Lublin 1632

Mancipium w starożytnym Rzymie oznaczało stosunek zależności jednej osoby od drugiej, zaistniały na skutek tzw. mancypacji (odwrotną instytucją była emancypacja), a także samą osobę uzależnioną w ten sposób.
Nabożeństwo to polegało na akcie oddania się w niewolę Matce Bożej, poddaniu się jej woli. Każdy niewolnik Maryi miał także obowiązek odmawiać rano i wieczorem litanię, a w soboty odprawiać nabożeństwo. Na znak oddania się Niepokalanej noszono łańcuszek w kształcie okowów z napisem ego mancipium Mariae.
Ten rodzaj pobożności zyskał dużą popularność w epoce baroku (praktykował je prawdopodobnie m.in. Wespazjan Kochowski) i wywarł znaczny wpływ na rozwój kultu maryjnego w Kościele.